# Анжольрас
Анжольра́с (фр. Enjolras) — персонаж романа Виктора Гюго «Отверженные» (1862), который выступает в качестве харизматичного лидера студенческой революционной организации «Друзья азбуки». В романе он — революционер, борющийся за права народа и погибающий за свои убеждения на баррикадах во время Июньского восстания 1832 года. Среди художественных образов, созданных Гюго, он, по мнению специалистов российского Института мировой литературы, стоит в ряду с Говеном, Радубом и Гаврошем

## Описание
«Это был очаровательный молодой человек, способный, однако, внушать страх. Он был прекрасен, как ангел, и походил на Антиноя, но только сурового. По блеску его задумчивых глаз можно было подумать, что в одном из предшествующих своих существования он уже пережил Апокалипсис революции. Он усвоил её традиции как очевидец. Знал до мельчайших подробностей все великие её дела. Как это ни странно для юноши, по натуре он был первосвященник и воин. Священнодействуя и воинствуя, он являлся солдатом демократии, если рассматривать его с точки зрения нынешнего дня, и жрецом идеала — если подняться над современностью. У него были глубоко сидящие глаза со слегка красноватыми веками, рот с пухлой нижней губой, на которой часто мелькало презрительное выражение, большой лоб. Высокий лоб на лице — то же, что высокое небо на горизонте. Подобно некоторым молодым людям начала нынешнего и конца прошлого века 18-19 вв.), рано прославившимся, он весь сиял молодостью и, хотя бледность порой покрывала его щеки, был свеж, как девушка. Достигнув зрелости мужчины, он все ещё выглядел ребенком. Ему было 22 года, а на вид — 17. Он был строгого поведения и, казалось, не подозревал, что на свете есть существо, именуемое женщиной. Им владела одна страсть — справедливость и одна мысль — ниспровергнуть стоящие на пути к ней препятствия. На Авентинском холме он был бы Гракхом, в Конвенте — Сен-Жюстом. Он почти не замечал цветения роз, не знал, что такое весна, не слышал пенья птиц. Обнаженная грудь Эваднеи взволновала бы его не более, чем Аристогитона. Для него, как для Гармодия, цветы годились лишь на то, чтобы прятать в них меч. Серьезность не покидала его даже в часы веселья. Он целомудренно опускал глаза перед всем, что не являлось республикой. Это был твердый, как гранит, возлюбленный свободы. Речь его дышала суровым вдохновением и звучала гимном. Ему были свойственны неожиданные взлеты мыслей. Затее завести с ним интрижку грозил неминуемый провал. Если гризетка с площади Камбре или с улицы Сен-Жан-де-Бове, приняв его за вырвавшегося на волю школьника и пленившись этим обликом пажа, этими длинными золотистыми ресницами, этими голубыми глазами, этими развевающимися по ветру кудрями, этими румяными ланитами, этими нетронутыми устами, этими чудесными зубами, всем этим утром юности, вздумала бы испробовать над Анжольрасом чары своей красы, его изумленный и грозный взгляд мгновенно разверз бы перед ней пропасть и научил бы не смешивать грозного херувима Езекииля с галантным Керубино Бомарше».

Анжольрас — убеждённый республиканец, у него стойкие моральные принципы и убеждения. Он стоит за революционный террор, но готов покарать любого, кто без оснований применяет насилие. Во время Июньского восстания 1832 года Анжольрас командует баррикадой, лично убивает в перестрелке сержанта правительственных войск, отдаёт распоряжение казнить захваченного полицейского агента Жавера (это поручается Жану Вальжану, однако тот великодушно оставляет Жавера в живых и тайно освобождает его). Но при этом Анжольрас собственноручно расстреливает примкнувшего к восстанию бандита за совершённое из прихоти убийство мирного жителя (автор оговаривает, что этот повстанец, возможно, был известным криминальным авторитетом по кличке Звенигрош).
Словами Анжольраса говорит сам Гюго, он вложил в него все свои мечты и идеалы о том, каким должен стать мир.
Он стоек в своих убеждениях, хороший организатор и лидер. Он не боится смерти, поскольку знает, что приносит себя в жертву ради высшей цели. Его неустрашимость можно увидеть перед его расстрелом, а также в его решимости до последнего защищать баррикаду, несмотря на то, что они — единственные оставшиеся революционеры в городе.
О личной жизни Анжольраса лишь сказано, что его возлюбленную зовут Patria, что с французского переводится как «Родина».

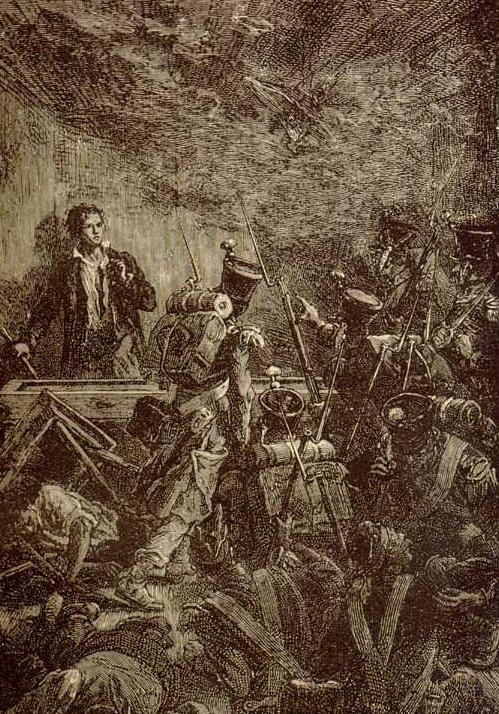
Расстрел Анжольраса — руководителя революционеров в романе Виктора Гюго «Отверженные»

## Киновоплощения
- Отверженные (фильм, 1913)
- Отверженные (фильм, 1925)
- Отверженные (фильм, 1934), в роли Анжольраса — Роберт Видалин
- Отверженные (фильм, 1935)
- Гаврош (фильм, 1937), в роли Анжольраса — Иван Новосельцев
- Отверженные (фильм, 1952)
- Отверженные (фильм, 1958), в роли Анжольраса — Серж Реджани
- Отверженные (мини-сериал, 1972), в роли Анжольраса — Жан-Люк Бутте
- Отверженные (фильм, 1982), в роли Анжольраса — Hervé Furic
- Отверженные (мультсериал, 1992)
- Отверженные (фильм, 1995)
- Отверженные (фильм, 1998), в роли Анжольраса — Ленни Джеймс
- Отверженные (мини-сериал, 2000), в роли Анжольраса — Штеффен Винк
- Отверженные: Козетта, 2007 (аниме-сериал)
- Отверженные (мюзикл)
- Отверженные (фильм/мюзикл, 2012), в роли Анжольраса — Аарон Твейт
- Отверженные (телесериал, 2018), в роли Анжольраса — Джозеф Куинн

## Влияние
Анжольрас был источником вдохновения для французской анархистки — Луизы Мишель. Мишель, участница Парижской коммуны, часто подписывалась как «Анжольрас» в своих опубликованных работах и личных письмах.